# Calea bucaramangensis
Calea bucaramangensis là một loài thực vật có hoa trong họ Cúc. Loài này được Pruski & Urbatsch mô tả khoa học đầu tiên năm 1983.